# Ганзен (лунный кратер)
Кратер Ганзен (лат. Hansen) — сравнительно молодой крупный ударный кратер в северо-восточной части видимой стороны Луны. Название присвоено в честь немецкого астронома Петера Андреаса Ганзена (1795—1874) и утверждено Международным астрономическим союзом в 1935 г. Образование кратера относится к позднеимбрийскому периоду.

## Описание кратера

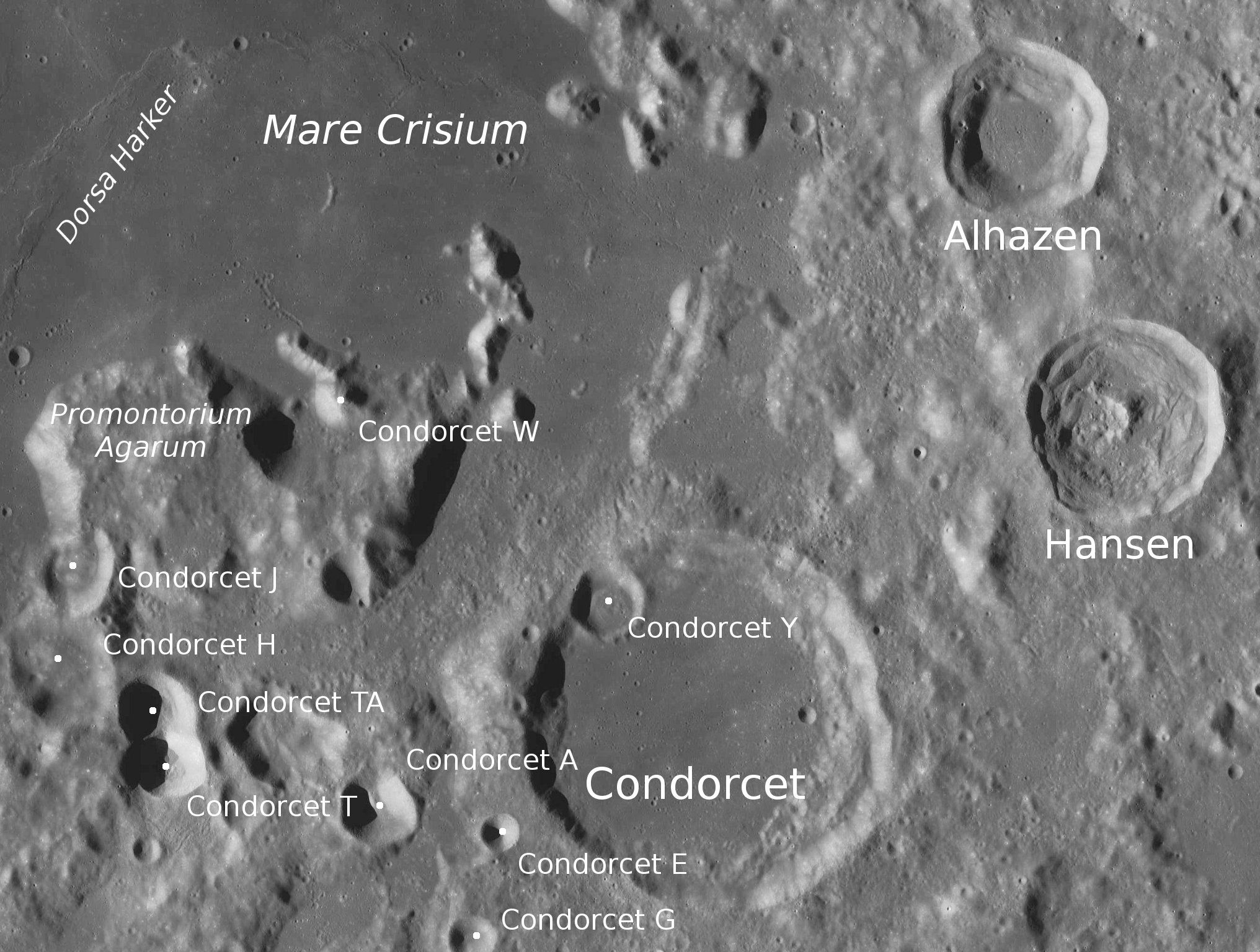
Окрестности кратера Ганзен. Снимок Lunar Reconnaissance Orbiter.

Ближайшими соседями кратера являются кратер Ибн Аль Хайсам на севере-северо-западе; кратер Сабатье на востоке; кратер Вильдт на юго-востоке и кратер Кондорсе на юго-западе. На западе от кратера расположено Море Кризисов и его мыс Агар, за которым чуть далее на запад находятся гряды Харкера; на востоке от кратера располагается Море Краевое; на юге – Море Волн. Селенографические координаты центра кратера 14°02′ с. ш. 72°32′ в. д. / 14,04° с. ш. 72,54° в. д., диаметр 41,18км, глубина 2,77 км.
Кратер имеет близкую к циркулярной форму с небольшим выступом в южной части, вал четко очерчен. Внутренний склон вала имеет террасовидную структуру, видны осыпи у подножья. Средняя высота вала кратера над окружающей местностью 1020 м, объем кратера составляет приблизительно 1 100 км³. Дно кратера слегка чашеобразной формы, имеется центральный пик.

## Сателлитные кратеры

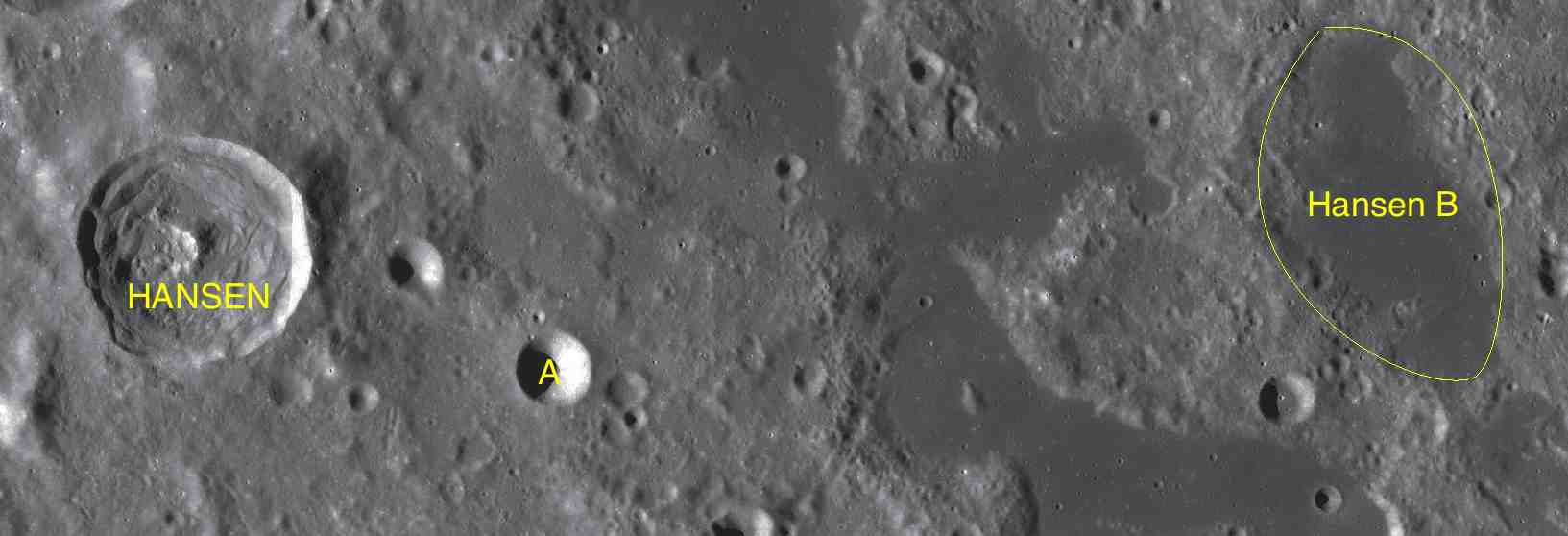
Фрагмент карты LAC-63.

| Ганзен | Координаты                                            | Диаметр, км |
| ------ | ----------------------------------------------------- | ----------- |
| A      | 13°22′ с. ш. 74°40′ в. д. / 13,36° с. ш. 74,67° в. д. | 13,5        |
| B      | 14°26′ с. ш. 79°31′ в. д. / 14,43° с. ш. 79,52° в. д. | 79,9        |